# Exogone fungopapillata
Exogone fungopapillata är en ringmaskart som beskrevs av Zhao och Wu 1992. Exogone fungopapillata ingår i släktet Exogone och familjen Syllidae. Inga underarter finns listade i Catalogue of Life.